# Tranvråk
Tranvråk (Geranospiza caerulescens) är en fågel i familjen hökartade rovfåglar inom ordningen hökfåglar.

## Utseende
Tranvråken är en 38–54 cm lång rovfågel med litet huvud , lång och slank stjärt och mycket långa ben. Fjäderdräkten varierar geografiskt från blågrått till skiffergrått och svartaktigt. Vissa former är fint vitbandade undertill, ibland även på ovansidan av vingen. Benen är röda, liksom ögonen, de senare dock gula längst i söder. I den flaxiga flykten syns två breda vita band på den svarta stjärten och tydliga vita halvmånar på undersidan av handpennorna. Ungfågeln är mörk ovan med brun anstrykning. Den har vitstreckat huvud. och varierande brunsvart till gråvit undersida, ibland med beigefärgade fläckar eller band.

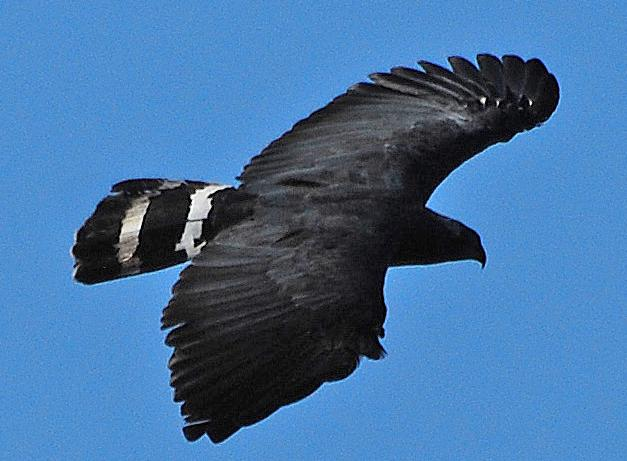
De breda vita stjärtbanden syns tydligt i flykten.

## Utbredning och systematik
Tranvråken har en vid utbredning från Mexiko till Argentina. Den delas upp i sex underarter med följande utbredning:
- nigra-gruppen
  - Geranospiza caerulescens livens – förekommer i nordvästra Mexiko
  - Geranospiza caerulescens nigra – förekommer från norra Mexiko till centrala Panama
  - Geranospiza caerulescens balzarensis – förekommer från östra Panama till västra Colombia, Ecuador och allra nordvästligaste Peru
- Geranospiza caerulescens caerulescens – förekommer från Guyana och Amazonas i Brasilien, och österut till Colombia och Peru
- gracilis-gruppen
  - Geranospiza caerulescens gracilis – förekommer i nordöstra Brasilien (från Maranhão, Ceará och Piauí till Bahia)
  - Geranospiza caerulescens flexipes – förekommer från södra Brasilien till Gran Chaco i Paraguay, Bolivia och norra Argentina

Ett fynd finns från allra sydligaste Texas i USA, under vintern 1987–1988.

### Släktskap
Tranvråken är närmast de likaledes amerikanska arterna svarthalsad vråk, smalnäbbsglada och snäckglada.

## Levnadssätt
Tranvråk frekventerar tropiska låglänta områden, framför allt våtmarker men även skog och skogsdungar. Den påträffas vanligen sittande i ett träd eller när den flaxande klättrar runt och letar efter föda i håligheter med sina långa ben. Födan består av ormar, fågelungar och fladdermöss. Olikt många andra rovfåglar ses den sällan kretsflyga.

## Status och hot
Arten har ett stort utbredningsområde och en stor population, men tros minska i antal, dock inte tillräckligt kraftigt för att den ska betraktas som hotad. IUCN kategoriserar därför arten som livskraftig (LC). Världspopulationen uppskattas till i storleksordningen en halv till fem miljoner individer.

## Namn
Tranvråken kallades tidigare grodhök, men blev tilldelat det nya namnet tranvråk av BirdLife Sveriges taxonomikommitté och 2022 för att bättre återspegla artens släktskap, syftande på de långa benen. Grodor utgör dessutom bara en mindre del av artens föda. "Trana" återfinns även i det engelska namnet (Crane Hawk) och det vetenskapliga släktesnamnet (Geranospiza).